# Haputale
Haputale är en ort i Sri Lanka.   Den ligger i provinsen Uvaprovinsen, i den södra delen av landet, 120 km öster om huvudstaden Colombo. Haputale ligger 1 349 meter över havet och antalet invånare är 4 721.
Terrängen runt Haputale är varierad. Runt Haputale är det ganska tätbefolkat, med 93 invånare per kvadratkilometer. Närmaste större samhälle är Bandarawela, 8,4 km nordost om Haputale. Omgivningarna runt Haputale är en mosaik av jordbruksmark och naturlig växtlighet.